# Piero Fornasetti
Piero Fornasetti (ur. 10 listopada 1913 w Mediolanie, zm. 9 października 1988 tamże) – włoski grafik, malarz, ilustrator, projektant, rzeźbiarz, rytownik i dekorator wnętrz.

## Życiorys
Urodzony 10 listopada 1913 roku w Mediolanie, w mieszczańskiej rodzinie. Był najstarszym z czwórki dzieci Niemki Marty Munch i włoskiego księgowego Pietro Fornasettiego. Przez większość życia związany z Mediolanem. Tam uczęszczał do Akademii Sztuk Pięknych (1930–1932), której jednak nie ukończył – oficjalnie został usunięty za niesubordynację, ale sam Fornasetti twierdził, że tamtejsi wykładowcy nie umieli nauczyć go tego, czego chciał się nauczyć. Następnie uczęszczał do Szkoły Przemysłu Sztuk Stosowanych w Castello Sforzesco w Mediolanie.
W 1933 r. zaczął wystawiać się na Milano Triennale, gdzie pokazał serię jedwabnych szalików z nadrukami. Na siódmym Triennale w 1940 r. poznał Gio Pontiego, z którym od tej pory współpracował. W latach 1943–1946 przebywał na emigracji w Szwajcarii, po tym jak został zmuszony do wyjazdu z kraju. W tym okresie projektował plakaty i litografie dla teatrów i magazynów. Fornasetti zaprojektował ponad 11 tys. przedmiotów (przede wszystkim mebli i ceramiki), głównie utrzymanych w czerni i bieli, zdobionych motywami takimi jak Pierrot i karty tarota na tkaninach, słońce, księżyc i dłonie na filiżankach, fasady renesansowych kamienic na meblach. W swojej pracy inspirował się architekturą klasyczną. Nie zabiegał o tworzenie silnej marki, nie szukał popularności, nie usiłował przypodobać się gustom klientom, uważając że artysta szukający sukcesu przestaje być artystą. Popularność zyskał w latach 1980., krótko przed śmiercią.

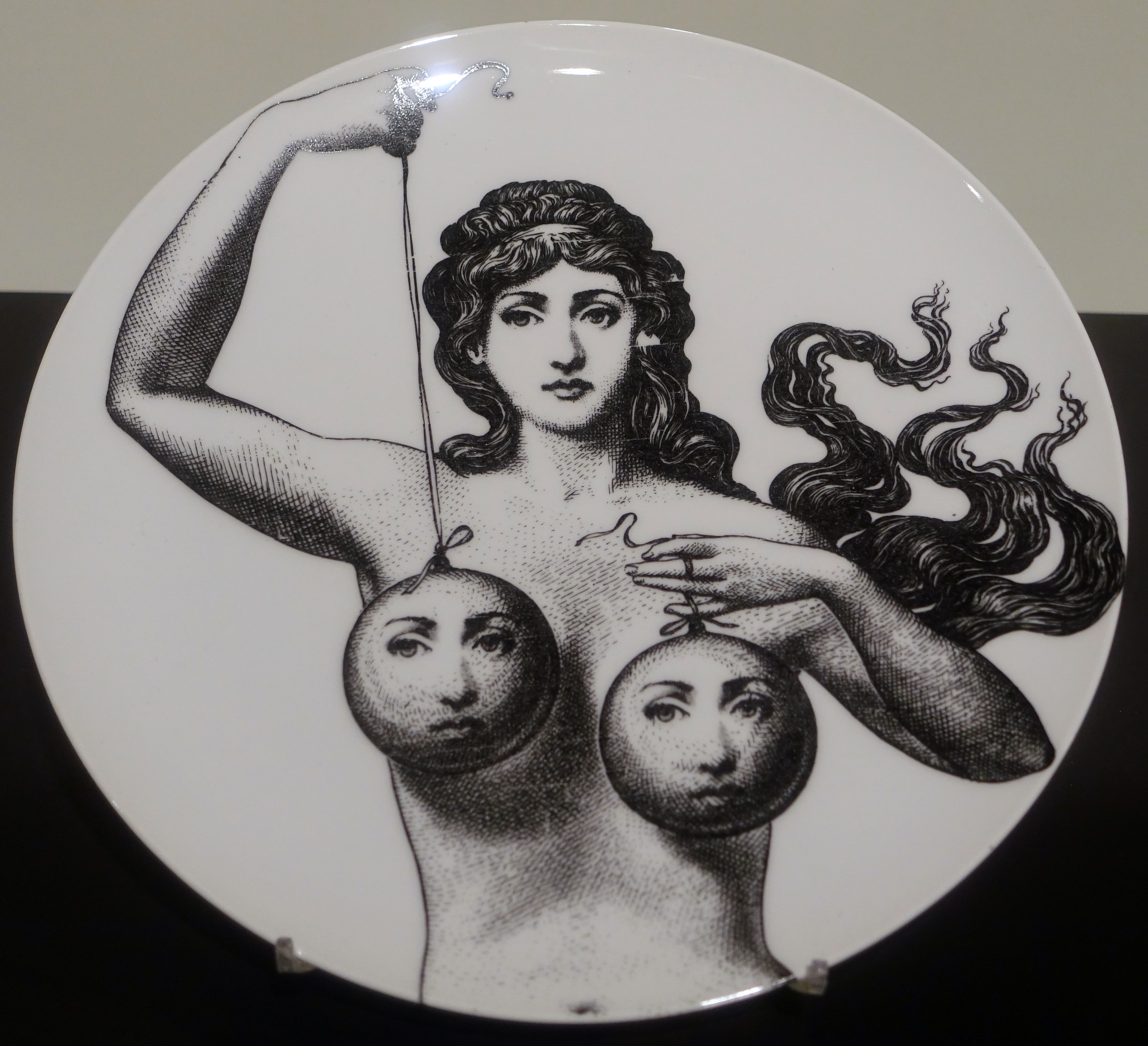
Talerz projektu Piero Fornasettiego ze zbiorów Musée des Beaux-Arts de Montréal

Jest najbardziej znany z dekorowania swoich wyrobów podobizną operowej sopranistki Liny Cavalieri, którą na początku XX wieku okrzyknięto najpiękniejszą kobietą świata. Fornasetti nigdy jednak nie spotkał jej osobiście – znalazł jej podobiznę w XIX-wiecznym czasopiśmie. Fornasetti wykorzystał 350 wariantów jej wizerunku (różnych min i grymasów) do ponad 500 projektów, w tym ceramiki, tapet, mebli i innych dodatków. Pierwszymi projektami z jej podobizną był komplet 30 talerzy zaprojektowany w 1947 r. na wystawę organizowaną w Mediolanie przez Gio Pontiego. Znany i kontrowersyjny jest także jego komplet dwunastu talerzy z Adamem i Ewą, gdzie każdy talerz dekorowany był inną częścią ludzkiego ciała. W 1959 r. otrzymał Neiman Marcus Award.
Jego syn Barnaba również zajął się projektowaniem przedmiotów zdobionych wizerunkiem Cavalieri.
Zmarł 9 października 1988 r. w Mediolanie z powodu problemów kardiologicznych.